# Incidente ovni de Colares
El Incidente OVNI de Colares hace referencia a la aparición de una serie de avistamientos OVNI que tuvo lugar en 1977 en la isla brasileña de Colares, situada en la desembocadura del Amazonas, en el estado de Pará. 
La conmoción a la que dio lugar el incidente entre los habitantes de la isla, llevó a que la Fuerza Aérea Brasileña enviara un equipo de investigación, bajo el elocuente nombre de «Operação Prato» (Operación Platillo). Tras unos meses de investigación, se ordenó la interrupción brusca de las mismas y las fotos, películas y documentos fueron clasificados como alto secreto. El incidente sigue sin explicación hasta hoy.
El Incidente OVNI de Colares se refiere a una serie de avistamientos OVNI que tuvieron lugar en 1977 en la isla brasileña de Colares.
A continuación, se presenta una línea temporal de los eventos:
- Octubre de 1977: Los habitantes de la isla de Colares comenzaron a reportar avistamientos de objetos voladores no identificados (OVNIs) que emitían rayos de luz y que parecían estar interesados en la sangre humana.
- Noviembre de 1977: Los avistamientos se intensificaron y los habitantes comenzaron a sufrir quemaduras y otros efectos físicos después de ser alcanzados por los rayos de luz de los OVNIs.
- Diciembre de 1977: El gobierno brasileño envió un equipo de investigación a la isla para recopilar información sobre los avistamientos. El equipo entrevistó a los habitantes y recopiló evidencia fotográfica y de video de los OVNIs.
- 1978: El gobierno brasileño clasificó la información recopilada sobre el incidente y no la hizo pública hasta 1997.